# Avram Iancu (Bihor)
Avram Iancu é uma comuna romena localizada no distrito de Bihor, na região histórica da Crișana (parte da Transilvânia). A comuna possui uma área de 82.16 km² e sua população era de 3373 habitantes segundo o censo de 2007.